# Borowe Pole (Zawiercie)
Borowe Pole – osiedle Zawiercia położone w północno-zachodniej części miasta, nad Wartą. W roku 2015 liczyło 2264 mieszkańców. W granicach Zawiercia od 1954 roku.
Znajduje się tu przystanek kolejowy Zawiercie Borowe Pole.
Do 1954 roku Borowe Pole było podzielone na dwie części:
- kolonię Borowe Pole, należącą do gminy Mrzygłód (gromada Kosowska Niwa)
- kolonię fabryczną Borowe Pole, należącą do gminy Włodowice (gromada Rudniki).

Obie kolonie należały początkowo do powiatu będzińskiego w woj. kieleckim, a od 1927 do zawierciańskiego w woj. śląskim.
Podczas II wojny światowej włączone do III Rzeszy. Po wojnie w woj. śląskim i katowickim.
W związku z reformą znoszącą gminy jesienią 1954 roku obie kolonie wyłączono z gmin i włączono do miasta Zawiercia.